# 第78回アカデミー賞
第78回アカデミー賞（だい78かいアカデミーしょう）は、2006年3月5日に発表・授賞式が行われた。
作品賞を受賞したのはポール・ハギス監督作「クラッシュ」。

## 概要
- 司会：ジョン・スチュワート
- プレゼンター(並びは登場順)
  - 助演女優賞：モーガン・フリーマン
  - 視覚効果賞：ベン・スティラー
  - 長編アニメ映画賞：「ウォレスとグルミット」
  - 歌曲賞候補パフォーマンス"Travelin' Thru"：ナオミ・ワッツ
  - 短編実写映画賞：オーウェン・ウィルソン＆ルーク・ウィルソン
  - 短編アニメ映画賞：チキン・リトル＆アビー・マラード(映画「チキン・リトル」のキャラクター・声はザック・ブラフとジョーン・キューザック)
  - 衣装デザイン賞：ジェニファー・アニストン
  - 特集:伝記映画：ラッセル・クロウ
  - メイクアップ賞：ウィル・フェレル＆スティーヴ・カレル
  - 科学技術賞：レイチェル・マクアダムス
  - 助演男優賞：ニコール・キッドマン
  - 特集:フィルム ノワール：ローレン・バコール
  - 短編ドキュメンタリー映画賞：テレンス・ハワード
  - 長編ドキュメンタリー映画賞：シャーリーズ・セロン
  - 歌曲賞候補パフォーマンス"In The Deep"：ジェニファー・ロペス
  - 美術賞：サンドラ・ブロック＆キアヌ・リーブス
  - 特集:社会派映画：サミュエル・L・ジャクソン
  - 作曲賞(候補曲メドレー含む)：サルマ・ハエック
  - 特集:スペクタル：ジェイク・ギレンホール
  - 録音賞：ジェシカ・アルバ＆エリック・バナ
  - 名誉賞：リリー・トムリン＆メリル・ストリープ
  - 歌曲賞候補パフォーマンス"It's Hard Out Here for a Pimp"：クリス・“リュダクリス”・ブリッジス
  - 歌曲賞：クイーン・ラティファ
  - 音響編集賞：ジェニファー・ガーナー
  - メモリアル・トリビュート：ジョージ・クルーニー
  - 外国語映画賞：ウィル・スミス
  - 編集賞：チャン・ツィイー
  - 主演男優賞：ヒラリー・スワンク
  - 撮影賞：ジョン・トラヴォルタ
  - 主演女優賞：ジェイミー・フォックス
  - 脚色賞：ダスティン・ホフマン
  - 脚本賞：ユマ・サーマン
  - 監督賞：トム・ハンクス
  - 作品賞：ジャック・ニコルソン
- プロデューサー：ギル・ケイツ
- ディレクター：ルイス・J・ホーヴィッツ
- 美術監督：ロイ・クリストファー
- 音楽監督・オーケストラ指揮：ビル・コンティ

## 受賞・候補一覧
※ ★が受賞作

※ 人名表記等は3月6日午後9時よりWOWOWで放送された授賞式の字幕放送に準拠する。
| 作品賞                     | ブロークバック・マウンテン                                | ダイアナ・オサナ、ジェームズ・シェイマス                                                 |
| 作品賞                     | カポーティ                                                | キャロライン・バロン、ウィリアム・ヴィンス、マイケル・オホーヴェン                       |
| 作品賞                     | ★クラッシュ                                               | ポール・ハギス、キャシー・シュルマン                                                     |
| 作品賞                     | グッドナイト&グッドラック                                 | グラント・ヘスロフ                                                                       |
| 作品賞                     | ミュンヘン                                                | キャスリーン・ケネディ、スティーヴン・スピルバーグ、バリー・メンデル                     |
| 監督賞                     | ★ブロークバック・マウンテン                               | アン・リー                                                                               |
| 監督賞                     | カポーティ                                                | ベネット・ミラー                                                                         |
| 監督賞                     | クラッシュ                                                | ポール・ハギス                                                                           |
| 監督賞                     | グッドナイト&グッドラック                                 | ジョージ・クルーニー                                                                     |
| 監督賞                     | ミュンヘン                                                | スティーヴン・スピルバーグ                                                               |
| 主演男優賞                 | ★カポーティ                                               | フィリップ・シーモア・ホフマン                                                           |
| 主演男優賞                 | ハッスル&フロウ                                           | テレンス・ハワード                                                                       |
| 主演男優賞                 | ブロークバック・マウンテン                                | ヒース・レジャー                                                                         |
| 主演男優賞                 | ウォーク・ザ・ライン/君につづく道                         | ホアキン・フェニックス                                                                   |
| 主演男優賞                 | グッドナイト&グッドラック                                 | デヴィッド・ストラザーン                                                                 |
| 主演女優賞                 | ヘンダーソン夫人の贈り物                                  | ジュディ・デンチ                                                                         |
| 主演女優賞                 | トランスアメリカ                                          | フェリシティ・ハフマン                                                                   |
| 主演女優賞                 | プライドと偏見                                            | キーラ・ナイトレイ                                                                       |
| 主演女優賞                 | スタンドアップ                                            | シャーリーズ・セロン                                                                     |
| 主演女優賞                 | ★ウォーク・ザ・ライン/君につづく道                        | リース・ウィザースプーン                                                                 |
| 助演男優賞                 | ★シリアナ                                                 | ジョージ・クルーニー                                                                     |
| 助演男優賞                 | クラッシュ                                                | マット・ディロン                                                                         |
| 助演男優賞                 | シンデレラマン                                            | ポール・ジアマッティ                                                                     |
| 助演男優賞                 | ブロークバック・マウンテン                                | ジェイク・ギレンホール                                                                   |
| 助演男優賞                 | ヒストリー・オブ・バイオレンス                            | ウィリアム・ハート                                                                       |
| 助演女優賞                 | Junebug                                                   | エイミー・アダムス                                                                       |
| 助演女優賞                 | カポーティ                                                | キャサリン・キーナー                                                                     |
| 助演女優賞                 | スタンドアップ                                            | フランシス・マクドーマンド                                                               |
| 助演女優賞                 | ★ナイロビの蜂                                             | レイチェル・ワイズ                                                                       |
| 助演女優賞                 | ブロークバック・マウンテン                                | ミシェル・ウィリアムズ                                                                   |
| 脚本賞                     | ★クラッシュ                                               | ポール・ハギス、ボビー・モレスコ                                                         |
| 脚本賞                     | グッドナイト&グッドラック                                 | ジョージ・クルーニー、グラント・ヘスロフ                                                 |
| 脚本賞                     | マッチポイント                                            | ウディ・アレン                                                                           |
| 脚本賞                     | イカとクジラ                                              | ノア・バームバック                                                                       |
| 脚本賞                     | シリアナ                                                  | スティーヴン・ギャガン                                                                   |
| 脚色賞                     | ★ブロークバック・マウンテン                               | ラリー・マクマートリー、ダイアナ・オサナ                                                 |
| 脚色賞                     | カポーティ                                                | ダン・ファターマン                                                                       |
| 脚色賞                     | ナイロビの蜂                                              | ジェフリー・ケイン                                                                       |
| 脚色賞                     | ヒストリー・オブ・バイオレンス                            | ジョシュ・オルソン                                                                       |
| 脚色賞                     | ミュンヘン                                                | トニー・クシュナー、エリック・ロス                                                       |
| 撮影賞                     | バットマン ビギンズ                                       | ウォーリー・フィスター                                                                   |
| 撮影賞                     | ブロークバック・マウンテン                                | ロドリゴ・プリエト                                                                       |
| 撮影賞                     | グッドナイト&グッドラック                                 | ロバート・エルスウィット                                                                 |
| 撮影賞                     | ★SAYURI                                                   | ディオン・ビーブ                                                                         |
| 撮影賞                     | ニュー・ワールド                                          | エマニュエル・ルベツキ                                                                   |
| 編集賞                     | シンデレラマン                                            | マイク・ヒル、ダニエル・ハンリー                                                         |
| 編集賞                     | ナイロビの蜂                                              | クレア・シンプソン                                                                       |
| 編集賞                     | ★クラッシュ                                               | ヒューズ・ウィンボーン                                                                   |
| 編集賞                     | ミュンヘン                                                | マイケル・カーン                                                                         |
| 編集賞                     | ウォーク・ザ・ライン/君につづく道                         | マイケル・マカスカー                                                                     |
| 美術賞                     | グッドナイト&グッドラック                                 | ジム・ビッセル（美術監督）、ジャン・パスカル（装置）                                     |
| 美術賞                     | ハリー・ポッターと炎のゴブレット                          | スチュアート・クレイグ（美術監督）、ステファニー・マクミラン（装置）                     |
| 美術賞                     | キング・コング                                            | グラント・メイジャー（美術監督）、ダン・ヘンナ、サイモン・ブライト（装置）               |
| 美術賞                     | ★SAYURI                                                   | ジョン・マイヤー（美術監督）、グレッチェン・ラウ（装置）                                 |
| 美術賞                     | プライドと偏見                                            | サラ・グリーンウッド（美術監督）、ケイティ・スペンサー（装置）                           |
| 衣裳デザイン賞             | チャーリーとチョコレート工場                              | ガブリエラ・ペスクッチ                                                                   |
| 衣裳デザイン賞             | ★SAYURI                                                   | コリーン・アトウッド                                                                     |
| 衣裳デザイン賞             | ヘンダーソン夫人の贈り物                                  | サンディ・パウエル                                                                       |
| 衣裳デザイン賞             | プライドと偏見                                            | ジャクリーヌ・デュラン                                                                   |
| 衣裳デザイン賞             | ウォーク・ザ・ライン/君につづく道                         | アリアンヌ・フィリップス                                                                 |
| メイクアップ賞             | ★ナルニア国物語/第1章:ライオンと魔女                      | ハワード・バーガー、タミ・レーン                                                         |
| メイクアップ賞             | シンデレラマン                                            | デヴィッド・ルロイ・アンダーソン、ランス・アンダーソン                                   |
| メイクアップ賞             | スター・ウォーズ エピソード3/シスの復讐                   | デーヴ・エルシー、ニッキー・グーリー                                                     |
| 作曲賞                     | ★ブロークバック・マウンテン                               | グスターボ・サンタオラヤ                                                                 |
| 作曲賞                     | ナイロビの蜂                                              | アルベルト・イグレシアス                                                                 |
| 作曲賞                     | SAYURI                                                    | ジョン・ウィリアムズ                                                                     |
| 作曲賞                     | ミュンヘン                                                | ジョン・ウィリアムズ                                                                     |
| 作曲賞                     | プライドと偏見                                            | ダリオ・マリアネッリ                                                                     |
| 歌曲賞                     | "In the Deep" クラッシュ                                  | キャスリーン・"バード"・ヨーク（作詞・作曲）、マイケル・ベッカー（作詞）                 |
| 歌曲賞                     | ★"It's Hard Out Here for a Pimp" ハッスル&フロウ          | ジョーダン・ヒューストン、セドリック・コールマン、ポール・ボーリガード（作詞・作曲）     |
| 歌曲賞                     | "Travelin' Thru" トランスアメリカ                         | ドリー・パートン（作詞・作曲）                                                           |
| 録音賞                     | ナルニア国物語/第1章:ライオンと魔女                       | テリー・ポッター、ディーン・A・ザパンキック、トニー・ジョンソン                          |
| 録音賞                     | ★キング・コング                                           | クリストファー・ボイズ、マイケル・セマニック、マイケル・ヘッジス、ハモンド・ピーク       |
| 録音賞                     | SAYURI                                                    | ケヴィン・オコネル、グレッグ・P・ラッセル、リック・クライン、ジョン・プリチェット        |
| 録音賞                     | ウォーク・ザ・ライン/君につづく道                         | ポール・マッセイ、ダグ・ヘムフィル、ピーター・F・カーランド                              |
| 録音賞                     | 宇宙戦争                                                  | アンディ・ネルソン、アンナ・ベルマー、ロン・ジャドキンス                                 |
| 音響編集賞                 | ★キング・コング                                           | マイク・ホプキンス、イーサン・ヴァン・ダー・リン                                         |
| 音響編集賞                 | SAYURI                                                    | ワイリー・ステイトマン                                                                   |
| 音響編集賞                 | 宇宙戦争                                                  | リチャード・キング                                                                       |
| 視覚効果賞                 | ナルニア国物語/第1章:ライオンと魔女                       | ディーン・ライト、ビル・ウェステンホファー、ジム・バーニー、スコット・ファーラー         |
| 視覚効果賞                 | ★キング・コング                                           | クリスチャン・リバーズ、ジョー・レッテリ、ブライアン・ヴァン・ハル、リチャード・テイラー |
| 視覚効果賞                 | 宇宙戦争                                                  | デニス・ミューレン、パブロ・ヘルマン、ランドール・M・ドゥトラ、ダニエル・サディック      |
| 外国語映画賞               | 心の中の獣 （イタリア）                                   | 監督：クリスティナ・コメンチーニ                                                         |
| 外国語映画賞               | 戦場のアリア （フランス）                                 | 監督：クリスチャン・カリオン                                                             |
| 外国語映画賞               | パラダイス・ナウ （パレスチナ）                           | 監督：ハニ・アブ・アサド                                                                 |
| 外国語映画賞               | 白バラの祈り ゾフィー・ショル、最期の日々 （ドイツ）      | 監督：マルク・ローテムント                                                               |
| 外国語映画賞               | ★ツォツィ （南アフリカ）                                  | 監督：ギャヴィン・フッド                                                                 |
| 長編アニメ映画賞           | ハウルの動く城                                            | 監督：宮崎駿                                                                             |
| 長編アニメ映画賞           | ティム・バートンのコープスブライド                        | 監督：マイク・ジョンソン、ティム・バートン                                               |
| 長編アニメ映画賞           | ★ウォレスとグルミット 野菜畑で大ピンチ!                   | 監督：ニック・パーク、スティーヴ・ボックス                                               |
| 長編ドキュメンタリー映画賞 | ダーウィンの悪夢                                          | フーベルト・ザウバー（監督・製作）                                                       |
| 長編ドキュメンタリー映画賞 | エンロン 巨大企業はいかにして崩壊したのか?                | アレックス・ギブニー（監督・製作）、ジェーソン・クリオット（製作）                       |
| 長編ドキュメンタリー映画賞 | ★皇帝ペンギン                                             | リュック・ジャケ（監督）、イヴ・ダロンド（製作）                                         |
| 長編ドキュメンタリー映画賞 | マーダーボール                                            | ヘンリー＝アレックス・ルービン（監督）、ダナ・アダム・シャビロ（監督・製作）             |
| 長編ドキュメンタリー映画賞 | Street Fight                                              | マーシャル・カリー（監督・製作）                                                         |
| 短編ドキュメンタリー映画賞 | The Death Of Kevin Carter: Casualty Of The Bang Bang Club | ダン・クラウス（監督・製作）                                                             |
| 短編ドキュメンタリー映画賞 | God Sleeps in Rwanda                                      | キンバリー・アカーロ、ステイシー・シャーマン（監督・製作）                               |
| 短編ドキュメンタリー映画賞 | マッシュルーム・クラブ                                    | スティーヴン・オカザキ                                                                   |
| 短編ドキュメンタリー映画賞 | ★A Note of Triumph: The Golden Age of Norman Corwin       | コリンヌ・マリナン（製作）、エリック・サイモンソン（監督・製作）                         |
| 短編実写映画賞             | ランナウェイ                                              | ウルリケ・グロート（監督）                                                               |
| 短編実写映画賞             | Cashback                                                  | ショーン・エリス（監督）、レネ・バウセイガー（製作）                                     |
| 短編実写映画賞             | 最後の農場                                                | ラグナー・ラグナーソン（監督）                                                           |
| 短編実写映画賞             | 時間切れ                                                  | ロブ・バールスタイン（監督・製作）、ピア・クレメンテ（製作）                             |
| 短編実写映画賞             | ★シックス・シューター                                     | マーティン・マクダナー（監督）、（製作）                                                 |
| 短編アニメ映画賞           | Badgered                                                  | シャロン・コールマン（監督）                                                             |
| 短編アニメ映画賞           | ★The Moon and the Son: An Imagined Conversation           | ジョン・ケインメイカー（監督・製作）、ペギー・スターン（製作）                           |
| 短編アニメ映画賞           | ジャスパー・モレロの冒険                                  | アンソニー・ルーカス（監督）                                                             |
| 短編アニメ映画賞           | ナイン                                                    | シェーン・アッカー（監督）                                                               |
| 短編アニメ映画賞           | ワン・マン・バンド                                        | アンドリュー・ヒメネズ、マーク・アンドリュース（監督）                                   |

- 名誉賞：ロバート・アルトマン
- ゴードン・E・ソイヤー賞：ゲイリー・デモズ